# Cá liệt xanh
Cá liệt xanh hay còn gọi là Cá liệt vằn xanh hay cá liệt (Danh pháp khoa học: Eubleekeria splendens) là một loài cá biển trong họ cá liệt Leiognathidae thuộc bộ cá vược phân bố từ Ấn Độ Dương cho đến Tây Thái Bình Dương. Chúng có ở Singapore, Sumatra, Borneo, Celebes, Hồng Hải, Madagascar, Ấn Độ, Indonesia, Thái Lan, Philippines, Trung Quốc và Việt Nam (trong vịnh Bắc Bộ, miền Trung Đông Nam Bộ và Tây Nam Bộ).
Trước đây, chúng được phân loại trong chi Leiognathus nhưng nay đã được chuyển sang xếp vào chi cá Eubleekeria. Đây là loài cá có giá trị kinh tế và được khai thác quanh năm. Tên thường gọi tiếng Anh là Splendid ponyfish, Ponyfish, Black-tipped ponyfish. Tên gọi tiếng Nhật là Pepereku-Hiiragi, Tên gọi tiếng Tây Ban Nha: Motambo esplendor.

## Đặc điểm
Chúng có chiều dài 120-140mm, tối đa có thể đạt đến 17 cm. Thân hình thoi, dẹt bên và khá cao. Đầu không phủ vẩy. Mõm ngắn, ngắn hơn đường kính mắt. Miệng khi dô ra hơi chĩa xuống dưới. Vây bụng không đạt tới gốc vây hậu môn. Thân mầu sáng bạc; vẩy của đường bên, cá gốc vây ngực, mép vây đuôi và vây hậu môn mầu vàng tươi; đôi khi có một chấm đen ở phía trên phân tia cứng thứ ba của vây lưng. Chúng sống ở nước mặn với độ sâu khoảng 100m, có thể tìm thấy ở các bãi cát và vũng bùn lầy. Chúng ăn các loài nhuyễn thể, hai mãnh vỏ.